# 刘连新
刘连新（1970年10月—），中国科学技术大学党委常委、副校长，中国科学技术大学附属第一医院（安徽省立医院）党委书记，中华人民共和国教育部长江学者特聘教授，主要从事肝胆恶性肿瘤基础与转化医学研究。

## 生平
1988年进入哈尔滨医科大学临床医学专业学习，1993年获医学学士学位。2000年进入哈尔滨医科大学附属第一医院普外科工作，历任生命科学与医学部副部长、附属第一医院党委副书记。2024年7月任中国科学技术大学党委常委、副校长。

## 荣誉
- 中华人民共和国教育部“长江学者特聘教授”
- 中华人民共和国科学技术部“中青年科技创新领军人才”（2015年）
- 中国国家卫生健康委员会“突出贡献中青年专家”